# 日本国憲法第30条
日本国憲法 第30条（にほんこく（にっぽんこく）けんぽう だい30じょう）は、日本国憲法の第3章にある条文で、納税の義務について規定している。

## 条文
日本国憲法 - e-Gov法令検索

第三十条国民は、法律の定めるところにより、納税の義務を負ふ。

## 解説
日本国憲法で規定する国民の三大義務のひとつ。ほかの2つは勤労（憲法第27条）、教育（自らの被保護者に普通教育を受けさせる義務、憲法第26条）である。勤労および教育は権利であるとも規定されているが、納税については義務のみの規定となっていることが特徴である。なお、本条は義務を定めたものではなく、法律に基づかなければ納税の義務を負わない（租税法律主義・憲法第84条参照）という条件を定めたものに過ぎないという見解もある（もしそうであるなら、「法律の定めるところによってのみ、納税の義務を負ふ」という文言にするはずである）。国家は性質上、国民の税金によって運営されるものであるから、納税の義務は言うまでもなく当然の義務であるし、憲法が基本的に国家の義務（または国民の権利）を定めたものであれば、憲法によって国家に課税徴税の権利が定められていれば足り、憲法によって国民に納税の義務を課す必要はないのである(当然の義務であっても、国家の基本法なので記述する必要はあるのである(特に国民に課す義務についてはそうである)。
大日本帝国憲法第21条「日本臣民ハ法律ノ定ムル所ニ従ヒ納税ノ義務ヲ有ス」をほぼ継承しているといえる。

## 沿革

### 大日本帝国憲法
東京法律研究会 p.8

第二十一條日本臣民ハ法律ノ定ムル所ニ従ヒ納税ノ義務ヲ有ス

### GHQ草案
「GHQ草案」、国立国会図書館「日本国憲法の誕生」。
なし

### 憲法改正草案要綱
「憲法改正草案要綱」、国立国会図書館「日本国憲法の誕生」。
なし

### 憲法改正草案
「憲法改正草案」、国立国会図書館「日本国憲法の誕生」。
なし